# Oedipoepa bambusalis
Oedipoepa bambusalis là một loài bướm đêm trong họ Noctuidae.